# Малта
Малта (малт. Malta, енгл. Malta), или званично Република Малта (малт. Repubblika ta' Malta, енгл. Republic of Malta), је мала и густо насељена острвска држава коју сачињава архипелаг усред Средоземног мора на југу Европе.  Мада Малта геофизички чини део северне Африке — лежи на афричкој континенталној плочи, право на југ од Сицилије, источно од Туниса и северно од Либије — ова земља се геополитички налази у јужној Европи. Република на истоименом острву, у Средоземном мору. Заузима важан географски положај на важном путу ка средишњем делу Сицилије и 200 наутичких миља од северноафричке обале. Њена најсевернија тачка налази се на 36º 05' северне географске ширине, најјужнија на 34º 48' северне географске ширине, најзападнија на 14º 11' источне географске дужине, најисточнија на 14º 35' источне географске дужине.
Језици којима се говори су малтешки и енглески. Малтешки језик је једини семитски језик из афро-азијске породице језика који се говори у држави која геополитички припада Европи. Главни град је Валета.

## Географија

### Физичко-географске одлике
Претежно брдовито острво (највиши врх 244 метра). Површинских водених токова нема. Клима је средоземна, одликује се благом зимом. Годишња количина падавина се креће око 760-770 милиметара по квадратном метру. Обала Малте је само делимично разуђена, на североисточној обали има неколико залива и природних сидришта за бродове. Малта се састоји из три острва: Малта (246 km²), Гозо (67 km²), и Комино (3 km²). Због летњих суша и непогодне подлоге највећи део острва је без вегетације, док је природна вегетација знатно измењена деловањем човека.

### Клима
Малта има медитеранску климу, са благим зимама и топлим летима. Киша пада углавном током јесени и зиме, док је лето суви период године.
Просечна годишња температура износи око 23 °C током дана и 15,5 °C током ноћи. Најхладнији месец је јануар када се минималне температуре крећу од 6 °C до 12 °C, а максималне од 12 °C до 18 °C. У најтоплијем месецу, августу, минималне температуре се крећу од 20 °C до 24 °C, а максималне обично од 28 °C до 34 °C.
Годишње Малта има ко 3.000 сунчаних сати.
Најнижа забележена температура је измерена 1905. - +1,1 °C, а највиша +43,8 °C августа 1999.
Снег готово никад не пада. Последња четири пута то се десило фебруара 1895, јануара 1905, марта 1949 и током 2014.

### Воде
Малта је мала земља у Средоземном мору, нема реке и са свих страна је опкружује Средоземно море.

### Флора и фауна
Ласица, јеж и слепи миш пореклом су са Малте, док су зечеви и мишеви донети људском активношћу.
Доста врста корњача, лептира и гуштера су такође пронађени. Острво има мало дрвећа, а рогач и смоква су ендеми. Грожђе и маслина гаје се вековима.
| Месец                         | Годишња | Јан     | Феб     | Мар     | Апр     | Мај     | Јун     | Јул     | Авг     | Сеп     | Окт     | Нов     | Дец     |
| ----------------------------- | ------- | ------- | ------- | ------- | ------- | ------- | ------- | ------- | ------- | ------- | ------- | ------- | ------- |
| Просечна највиша темп.°C (°F) | 21 (71) | 15 (59) | 15 (59) | 16 (61) | 18 (65) | 22 (72) | 27 (80) | 30 (86) | 30 (86) | 28 (82) | 24 (75) | 19 (67) | 16 (61) |
| Просечна најнижа темп °C (°F) | 15 (60) | 9 (49)  | 9 (49)  | 10 (51) | 12 (54) | 15 (59) | 19 (66) | 22 (71) | 22 (72) | 20 (69) | 18 (64) | 14 (57) | 11 (52) |
| Source: Weatherbase           |         |         |         |         |         |         |         |         |         |         |         |         |         |

## Историја

### Прве културе и антика
Први насељеници Малтешких острва били су пољопривредници који су се овде населили око 5200. п. н. е. са Сицилије. Ти први насељеници највероватније су били Сиканци, за које се сматра да су били једино племе које је насељавало ова острва у то време, а сматрају се сродницима Ибера. Становништво острва у то време бавило се узгојем житарица и стоке, а, као и многе друге европске културе у то време, поштовали су култ плодности.
Керамички предмети нађени у Гħар Даламу слични су онима нађеним у Агригенту на Сицилији. У овом раном раздобљу малтешке цивилизације појављују се мистични мегалитни храмови, чији се остаци могу још наћи на Малти и Гоцу. Ти су храмови једни од најстаријих структура направљених од камена на Земљи, а коришћени су у раздобљу између 4000 и 2500. п. н. е.
Неки научници сматрају да су храмови коришћени за жртвовање животиња, иако су то само нагађања. Ова култура је нестала с ових острва око 2500. п. н. е., а нагађа се да је културу избрисала нека болест или глад. Сукоби се не сматрају разлогом нестанка јер не постоје докази о оружју из тог периода.
Негде око 3500. п. н. е. ова култура је саградила неке од најстаријих верских грађевина на свету, као што су храмови Џгантије на Гоцу, и храмови Хаџар-Ким и Мнајдре  Сматра се да су доласком човека на ова острва изумрли локални патуљасти водени коњи и слонови. Након ове цивилизације Малтешка острва су неко време била ненасељена. У бронзано доба опет се појављују досељеници, чија је култура обухватала кремирање посмртних остатака и изградњу мањих мегалитних грађевина званих долмени .
Око 700. п. н. е. на острва долазе Грци који су се највише настанили на подручју данашње Валете .. Век после ту долазе и Феничани, који су се острвима користили као трговачком станицом на њиховим средоземним трговачким рутама 
Након пада Феникије под персијску власт, ово подручје је око 400. п. н. е. потпало под контролу Картагине, бивше феничанске колоније . За време Сиракуске побуне, Малта је остала верна Риму, због чега је награђена насловом Foederata Civitas, који је значио одређени ниво аутономије унутар покрајине Сицилије. У то време острво су називали Мелита, а главни град налазио се у средишту острва и носио је исто име (данашња Мдина).
Због успешности и важности Малтешких острва у римској држави, цар Хадријан им је 117. н. е. дао статус муниципија. Године 60, на северном делу острва који је данас познат као Залив св. Павла, насукао се брод апостола Павла. Према причама, он је остао на острву три месеца, током којих је ширио хришћанство и изводио чуда.
Распадом Римског царства на Источно и Западно у 4. веку, Малта потпада под контролу Византије којом се владало из Цариграда. О раздобљу византијске власти на Малти, која је трајала четири века, мало је познато. Постоје докази да су германска племена, укључујући Готе и Вандале, краткотрајно преузела власт над острвима, након чега је Византија поновно преузела острва и на њих поставила војску .

### Средњи век
За време византијско-арапских ратова, Малта је заједно са Сицилијом освојена након што је адмирал Еуфемије издао Византију и затражио од Аглабида заузимање ове територије. Пошто је то подручје било део Сицилијанског емирата, контролу над њим су 909. добили Фатимиди. За време арапске власти уведен је нови систем наводњавања, неке нове културе воћа и памук, те сицилијско-арапски језик, који се након неког времена развио у малтешки језик. Локално хришћанско становништво имало је слободу практиковања своје вере, али је зато морало плаћати додатни порез властима . Године 1091. Нормани освајају Сицилију и Малтешке отоке, а локални хришћани топло дочекују сицилијанског грофа Руђера I. Због ослобођења, Малтежани нуде Руђеру I учествовање у његовим ратовима, а он је на то, према предању, подерао део своје црвено-беле заставе и дао је Малтежанима, што је основа данашње заставе Малте.
За време власти династије Отвил, Малта доживљава процват. У то време била је део Краљевине Сицилије, која је још обухватала Сицилију и јужни део Апенинског полуострва. католицизам је поново постало државна религија, а њом је на Малти управљала Палермска бискупија. У том периоду шири се норманска архитектура, поготово у тадашњем главном граду Мдини. Сицилијански краљ Танкред је претворио Малту и Гоцо у феудални посед или феуд на челу са кнезом. Због њихове стратешке важности, Малтешка острва била су мета многих освајачких сила, тако да су први кнезови били вешти ђеновски гусари, а становништво острва је наоружано како би било спремно на покушаје заузимања острва. Краљевином од 1194. до 1266. влада династија Хоенштауфен, захваљујући браку цара Хенрика VI и краљице Констанце, последње сицилијанске владарке из династије Отвил. За време владавине њиховог сина, сицилијанског краља Фридриха II, с Малте је 1224. године протерано све муслиманско становништво, а целокупно мушко хришћанско становништво Целана у Абруцу пресељено је на Малту.
Једно кратко време краљевством је владала сицилијанска династија Анжујаца, који су због високих пореза били врло непопуларни на Малти, делимично и због рата Карла I Напуљског са Ђеновом, када је 1275. опљачкано острво Гоцо. Недуго након ових напада избија побуна позната као Сицилијанска вечерња. Краљевство се дели на Напуљско и Сицилијанско краљевство, које заједно с Малтом потпада под власт Арагона. Острвом све до 1409. владају рођаци арагонских краљева, након чега постаје део Арагонске круне. У Арагонском краљевству деца владара носила су титулу кнеза Малте. У ово време малтешко племство доживљава процват. Од 1397. титула кнеза Малте поново добија феудални значај, те након сукоба око наслова краљ укида тај наслов. Након што је та титула поново уведена, опет избијају свађе у којима се малтешко племство побунило против кнеза Гонсалва Монроја. Иако су се Малтежани бунили против кнеза, исказали су оданост сицилијанској круни, што је разлог због чега их арагонски краљ Алфонсо V није казнио, него је обећао да никад неће доделити тај положај неком другом, те га је објединио с круном. Као исход ових догађаја, град Мдина је добио надимак Città Notabile.

### Малтешки витезови и Наполеон
Године 1530, Карло V, цар Светог римског царства, предао је острва витешком реду Јовановаца на вечно управљање. Малтешке витезове је 1522. са Родоса истерало Османско царство. Године 1565, витезови су, заједно с Малтежанима, издржали велику опсаду Малте коју је извела османска морнарица.
Након ове опсаде, планирано је појачање малтешких зидина, поготово у лучком подручју где је изграђен нови град Валета, назван по великом мајстору Жану де ла Валетеу. Такође, уздуж обале изграђени су и стражарски торњеви (Вињакур, Ласкарис и де Редин) названи по великим мајсторима који су наредили њихову градњу. За време власти Малтешких витезова на острвима су направљени многи грађевински и културни пројекти, укључујући украшавање Cittaà Vittariose, изградњу нових градова, као што су Città Rohan и Città Hompesch, те побољшање академског и друштвеног живота.
Власт Јовановаца доживљава крај кад је Наполеон освојио Малту на свом ратном походу на Египат 1798. године. Ово освајање изведено је Наполеоновим лукавством тако да је затражио сигурну луку како би поново снабдео своје бродове, а након што је сигурно ушао у Валету, окренуо је оружје на своје домаћине. Велики мајстор Фердинанд фон Хомпеш цу Болхајм капитулирао је, а Наполеон је неколико дана остао на Малти, током којих је систематски пљачкао острво, те успоставио сопствену управу. Након тога је отпловио за Египат, оставивши јак гарнизон на Малти.
Француске окупационе снаге биле су изузетно непопуларне међу становништвом, делимично и због њиховог става према вери. Становништво се побунило против финансијских и верских реформи, па су се Французи морали сакрити унутар градских зидина. Велика Британија је, заједно с Краљевством двеју Сицилија, слала војну помоћ Малтежанима, те су Британци својом морнарицом блокирали острва.
Изоловане француске снаге, под генералом Клод-Анри Белгран де Бобоа, предале су се 1800, па су острва пала под британску власт на челу с гувернером Александром Балом. Малтежани су тада направили декларацију којом су тражили директну заштиту британског монарха, тада Џорџа III, те су захтевали да краљ нема право уступања острва некој другој сили.

### Британска власт и Други светски рат
Године 1814, Париским мировним споразумом Малта је службено постала део Британске империје. Због свог положаја на пола пута између Гибралтара и Суецког канала, Малта је била важно поморско пристаниште и сматрана је важном станицом на путу за Индију. Године 1919, британске снаге су пуцале на групу протестаната против нових пореза, убивши четири Малтежана. Овај инцидент довео је до значајног раста подршке проиталијанским странкама, које су се противиле британском присуству на острву. Овај дан је познат као Sette Giugno (италијански за 7. јуна) и на Малти се слави као национални празник.
Током 1930-их британска Средоземна флота, која је била важан покретач трговине на острву, је премештена у Александрију. Малта је одиграла важну улогу у Другом светском рату, због своје близине поморским путевима Сила Осовине. Због храбрости које су Малтежани исказали у дуготрајној борби против непријатељских снага, краљ Џорџ VI колективно је наградио Малтежане орденом Ђорђевог крста. Реплика ове награде данас се налази у горњем левом углу заставе Малте.

### Независност
Након рата, Лабуристичка странка је неуспешно пробала интегрисати Малту у Уједињено Краљевство. Дана 21. септембра 1964. Малти је одобрена независност. Према уставу из 1964, Малта је задржала Елизабету II као краљицу Малте коју представља генерални гувернер. Дана 13. децембра 1974. Малта је постала република унутар Комонвелта, на челу с председником државе. Уговор о одбрани који је потписан убрзо после независности и који је промењен 1972, истекао је 31. марта 1979, када су се британске војне снаге повукле с Малте. Земља је 1980. службено прихватила политику неутралности, те је до 2004. била чланица Покрета несврстаних. Године 1989, Малта је угостила састанак на врху између америчког председника Џорџа Х. В. Буша и совјетског вође Михаила Горбачова, који је наговестио крај Хладног рата.
Од 2004. године, Малта је чланица Европске уније, те се придружила Еврозони 1. јануара 2008. године, односно тада је своју националну валуту лиру заменила евром.

## Становништво
Малтежани чине највећи удео становника Малте. Највећа мањина у држави су Британци, од којих су највећи број пензионери који су се у каснијој животној доби преселили на Малту. Према попису становништва из 2021, који је укључивао и странце који су на Малти минимално годину дана, број становника државе био је 519.562, од чега су жене чиниле 48%, а мушкарци 52%. По цензусу из 2011. према старосним групама, 17,1% били су грађани испод 14 година старости, 68,2% између 15 и 64 године, те осталих 13,7% изнад 65 година старости.
Густина становништва на Малти је 1649 стан./km², што је највећи број становника по квадратном километру у Европској унији, те једна од највећих густина становништва на свету. Број становника на Малти обично расте између сваког пописа становништва, а једини који је показивао негативан тренд био је онај 1967. године, када је, највећим делом због исељавања, број становника пао за 1,7%. Раст становништва је између 1985. и 1995. године био 9,5%, а између 1995. и 2005. смањио се на 6,9%, што је годишњи раст од 0,7%. Број рођених је још увек већи од броја умрлих (3860 наспрам 3025), иако је од пописа 1995. наталитет пао за 21,8%. Као и у већини земаља ЕУ, становништво Малте постепено стари, али је то још увек мање од ЕУ просека. Жене у просеку рађају 1,45 деце. Просечан животни век је 2018. износио 83 године.

### Језици
Службени језици Малте су малтешки језик и енглески језик. Малтешки је национални језик државе, те матерњи језик Малтежана. То је семитски језик је који је настао од сицилијанског арапског, а има велики број посуђеница из сицилијанског, италијанског, нешто француског, те у новије време и енглеског.
Малтешка абецеда састоји се од 30 латиничних слова где се налазе и дијакритичка слова ż, ċ и ġ, те слова għ, ħ, и ie, која постоје само у малтешком језику.
Италијански је био службени језик Малте све до 1934. године, када ја замењен малтешким и енглеским језиком. Овај језик је још увек снажно заступљен у земљи, и велики део становништва говори као други језик. Италијански телевизијски програми као Медиасет и RAI су врло популарни на Малти.
Према Малтешком Заводу за статитику, у 2022. години 90% становништва Малте говори малтешки, 96% зна енглески, 62% италијански и 20% француски. Према овим статистикама, ово је једна од земаља с највећим знањем страних језика у Европској унији.

### Вероисповест
Малтешким уставом зајамчена је слобода свим религијама, а католицизам се спомиње као државна религија. Према попису из 2021. око 82% становништва Малте су римокатолици. У целој држави постоји око 360 цркава, што је практично једна црква на 1000 становника. Жупне цркве су географско и културно средиште сваког насеља у држави. Свако место обележава дан свог свеца заштитника са музичким поворкама, процесијама, посебним мисама, ватрометом и другим облицима славља.
Вероисповест на Малти (попис 2021)
Хришћанство је на Малту донео Свети Павле 70. године, када се његов брод насукао на ова острва. Најранијом хришћанском богомољом на острву сматра се пећина светог Павла, која се налази на североистоку Малте, у којој је он наводно био заточен. Остаци хришћанских гробова и обреда нађени су у близини пећине, а датирају из 3. века. Широм острва налазе се катакомбе из периода римских прогона хришћана, од којих су најпознатије катакомбе Светог Павла и Свете Агате. Такође на острву постоји неколико цркава у пећинама, укључујући и ону у пећини код Меллиеħе, где је према легенди, Свети Лука насликао Богородицу. Ово је ходочасничко одредиште још од средњег века.
Вековима је надлежност над хришћанском заједницом на Малти имала Палермска бискупија, осим за време Карла I Анжујског. То је ојачало везе Малте са Сицилијом и Италијом, те вероватно и чињеницом да је италијански језик вековима био главни језик културе на Малти. Од 1808, сви малтешки бискупи били су Малтежани. Као резултат норманске и шпанске владавине, као и владавине Малтешких витезова, Малта је постала и остала побожна католичка земља. Инквизиција је такође имала дугу традицију на острвима од њеног оснивања 1530. године. Задњи инквизитор је напустио ова острва 1798, након што су Малтешки витезови капитулирали пред снагама Наполеона.
Свеци заштитници Малте су Свети Павле, Света Агата и Свети Георгије. Иако није светац заштитник, св. Георгије Преца је дубоко поштован као први малтешки светац. Службено га је канонизовао папа Бенедикт XVI 2007. године. Многи Малтежани су признати као блажени, као што су Марија Адеодата Писани и Назју Фалзон које је 2001. беатификовао папа Јован Павле II.
Верници локалних протестантских цркава у већини случајева нису Малтежани, него пензионисани Британци који живе на овим острвима. Овде живи и око 500 јеховиних сведока, те 60 припадника осталих цркава, као што су мормони и евангелисти. Цркве осталих хришћанских заједница су презбитеријанска и методистичка црква св. Андрије у Валети, англиканска катедрала св. Павла и црква у Биркиркари адвентиста седмог дана.
Јеврејска заједница Малте досегла је свој врхунац у средњем веку за време норманске власти. Године 1479. Малта и Сицилија потпале су под арагонску власт, током које је 1492. донесен Алхамбријски декрет који је присилио све Јевреје на напуштање земље. Зен будизам и бахаизам имају око 40 верника. У држави постоји једна џамија. Малта има око 3.000 муслимана, од којих су већина странци. Недавно је отворена и исламска основна школа.

## Политика и државно уређење
Према државном систему Малта је република, чији су парламентарни систем и јавна управа увелико обликовани по угледу на британски. Парламент земље је Представнички дом чији се чланови бирају на јавним изборима и њихов мандат траје пет година. Председник државе може распустити Представнички дом, на предлог премијера. Представнички дом има 65 места. У случају да странка која је победила на изборима нема парламентарну већину, у парламент се уводе додатна представничка места како би се осигурала парламентарна већина. Председника државе бира Представнички дом на мандат од пет година. Улога председника Малте је више церемонијална, те већу власт заправо има премијер.
Главне странке у држави су хришћанско демократска Националистичка странка, те социјалдемократска Лабуристичка странка. Од 2008. године на власти је Националистичка странка с премијером Лоренсом Гонзијем. У држави постоји и неколико мањих странка које нису заступљене у парламенту.
Све до Другог светског рата политичким приликама на Малти доминирало је језичко питање, где су главни учесници биле пробританске и проиталијанске странке. Након рата, главна политичка питања била су односи са Уједињеним Краљевством, те касније односи са Европском унијом.
Право гласа се стиче са навршеном 21. годином живота. Малта је од 2004. године чланица Европске уније, а такође је и чланица Комонвелта. Службени језици на Малти су малтешки и енглески. Новчана јединица је евро.

### Административна подела
Погледати: Управна подела Малте.
Малта, због своје величине, има једностепену поделу државе на општине, који се овде називају месним саветима (малтешки Kunsilli lokali). Укупно постоји 68 општина, 54 на острву Малта и 14 на острву Гоцо.
Градови на Малти се не разликују од осталих општина по величини и изгледу, већ по историјском значају. Они имају званично и историјско име. Укупно постоји 11 градова.

## Привреда
До 19. века економија Малте била је ограничена на производњу памука, дувана и бродоградњу. Касније су бродоградилишта искористили Британци за војне сврхе. Због своје стратешке локације малтешка економија је цветала у ратно време. То је било уочљиво и за време Кримског рата 1854. године.
Отварање Суецког канала 1869. значајно је погодовало малтешкој привреди због повећаног броја бродова који су пристајали у овдашње луке како би се поново снабдели горивом. Већ је крајем 19. века привреда земље почела слабити, да би до 1940-их Малта била у озбиљној привредној кризи. Узрок томе делимично су били и нови трговачки бродови који нису морали толико често стајати како би се снабдели горивом.
Данас су најзначајнији малтешки ресурси кречњак, повољан географски положај и продуктивна радна снага. Малта производи само око 20% робе за властите потребе, има врло ограничено снабдевање слатком водом, а нема ни домаћих енергетских извора. Привреда земље зависи од међународне трговине (бродски превоз терета), индустрија (електроника и текстил) и туризма. Туристичка инфраструктура значајно се повећала последњих неколико година, иако је успут дошло и до преинтензивног развоја, који је довео и до уништења традиционалног стамбеног смештаја. Данас је Малта и све значајније туристичко тржиште. У последње време привреди земље значајно доприноси и филмска продукција, будући да се на Малти сваке године сними неколико високобуџетних страних филмова. Земља је данас и извозник услуга као што су банкарство и финансије.
У политику земље спадају и велике инвестиције у образовање. Будући да су сви нивои образовања на Малти бесплатни, она ствара много висококвалификованих радника који значајно доприносе развоју земље. Како би се припремила за чланство у ЕУ, Малта је приватизовала неколико државних предузећа. Тренутно се Малта и Тунис договарају о искоришћавању подморског простора између те две земље, највећим делом због вађења природног гаса.

### Саобраћај
У држави се саобраћај одвија левом страном, као у Великој Британији. С обзиром на величину државе, удео аутомобила је прилично висок; четврти у ЕУ. Године 1990, у држави је било регистровано 182.254 аутомобила, што је 582 на km².
На Малти постоји 2.254 km цеста, од којих је 1.972 km (87,5%) асфалтирано, а 282 km неасфалтирано (стање 2003.)
Главно средство јавног превоза у држави су аутобуси, који јефтино и учестало повезују разне делове Малте и Гоца. Највећи број аутобуса полази са средишњег терминала у Валети. Аутобуси возе острвом од 1905, па су данас постали туристичка атракција земље. Данас се ипак традиционални аутобуси замењују новијим модернијим аутобусима.
Некада су аутобуси били офарбани према бојама рута по којима су возили, након чега су префарбани у зелено. Данас су сви аутобуси на Малти жуте боје, с наранџастом цртом, док су аутобуси на Гоцу сиви, са црвеном цртом.
Данас Малтом вози око 500 аутобуса, од којих је већина у власништву самих возача. Аутобуси возе према јединственом распореду које су одредиле саобраћајне институције. Статистички гледано, малтешким аутобусима превезе се 31 милион путника годишње. Обично пола од укупног броја аутобуса вози по линијама јавног превоза, док друга половина служи за приватни и школски превоз.

## Култура
Малтешка култура је спој многих разних култура које су током векова биле у додиру с малтешким острвима. То су већином околне медитеранске културе, те културе земаља које су Малтом владале пре стицања независности.

### Књижевност
Документована малтешка књижевност постоји преко два века, а недавни докази сведоче и о књижевној активности на локалном језику још из средњег века. Најзначајнији малтешки песник је Дун Карм Псаила који има статус националног песника. Неки од других важнијих малтешких књижевника су Руżар Бриффа и Кармену Васало.
Крајем 1960-их малтешка књижевност доживљава изузетне промене у свим облицима књижевности. Неки од значајнијих песника у другој половини 20. века су Марио Азопарди, Виктор Фенех, Оливер Фригиери, Џо Фригиери, Чарлс Флорес, Данијел Маса, Марија Ганадо, Лилијан Скиберас и Акиле Мици. У прози су се истакли Франс Самут, Пол П. Борг и Џо Ј. Камилери, а у позоришту Френсис Ебејер, Алфред Сант, Дорин Микалеф и Оресте Калеја.
Нову генерацију писаца чине Ђузе Стањо, Карл Шембри и Кларе Азопард, док су у песништву важнија имена Адријан Грима, Имануел Мифсуд, Норбет Бугеја и Симоне Ингуанез.
Постоји неколико малтешких књижевника који су остварили успешну каријеру у иностранству. То су романописац Треза Азопарди, писац књига за децу Савиур Пирота, и новинар и аутор стрипова Џо Сако.

### Музика
Иако данас на Малти превладава западњачка музика, постоји и традиционална малтешка музика од које је најизраженија врста гħана. Овај музички облик састоји се од гитаре коју наизменично свира неколико људи, већином мушкарци. Текст ове музике је увек импровизован и обрађује одређену тему, а циљ је створити пријатељску, али изазовну атмосферу.

### Кухиња
Малтешка кухиња је типична медитеранска кухиња која се темељи на свежим локалним сезонским производима и плодовима мора. У локалној кухињи постоје бројна јединствена јела која су настала спојевима разних кухиња. Највећи је утицај италијанске кухиње, посебно сицилијанске, али постоје и утицаји туниске, шпанске, берберске, те у новије време британске и француске кухиње.
У малтешким домаћинствима, малтешка кухиња је и даље врло популарна, као и у ресторанима. Ипак, врло су чести спољни утицаји на локалну гастрономију. Тако се уз традиционалну кухињу појављују и елементи не само европских и афричких, него и азијских и северноамеричких кухиња.
Поједина острва такође имају своје специјалитете. Популарна локална јела су фтира биż-żејт, ġбејниет, пастици и Рос ил-Форн.

### Спорт
Малтешки национални фудбалски стадион је Стадион Та' Qali. Малтешка фудбалска репрезентација је неколико пута победила пуно јаче фудбалске репрезентације у том спорту. Малтежани у светским надметањима често навијају за Италију или Енглеску, због културних наклоности према тим земљама.
Традиционална игра ове државе је боћање, које постоји у локалном облику званом боċċи. Широм Малте постоје многи мали клубови (Боцци Клаббс или Клаббс тал-Боцци) који су врло активни, те имају много успеха на локалном и европском нивоу. Главна разлика између малтешке и осталих верзија ове игре је у облику самих боћа.